# Powiatul Gorlice
Județul Gorlice (în poloneză Powiat gorlicki) este o unitate teritorial-administrativă și administrație locală (powiat) în voievodatul Polonia Mică, sudul Poloniei, lângă granița slovacă.
Județul a fost înființat în data de 1 ianuarie 1999 ca rezultat al reformelor poloneze locale adoptate în anul 1998. Sediul administrativ al județului și cel mai mare oraș este Gorlice care este la 100 km de capitala regională Cracovia. În județ mai există două orașe:
- Biecz la 12 km spre nord-est de Gorlice și
- Bobowa la 18 km la vest de Gorlice.

Județul are o suprafață de 967,36 km pătrați. În anul 2006 populația totală a județului a fost 106,540 persoane, din care populația orașului Gorlice era de 28.539, a orașului Biecz de 4.585 și în Bobowa trăiau 3018 persoane. Populația rurală era de 70.398 persoane.

## Județe învecinate
Județul Gorlice se învecinează:
- la vest de județul Nowy Sącz
- spre nord de județul Tarnów
- la est de județul Jasło
- la sud de Slovacia.

## Diviziunile administrative
Județul este împărțit în 10 comune (gmina)  (una urbană, două urban-rurale și șapte rurale). Acestea sunt prezentate în tabelul de mai jos, în ordinea descrescătoare a populației.
| Comuna                            | Tip         | Suprafața (km²) | Populația (2006) | Sediu           |
| Gorlice                           | urban       | 23.6            | 28,539           |                 |
| Comuna Biecz                      | urban-rural | 99.3            | 16,874           | Biecz           |
| Comuna Gorlice                    | rural       | 103.4           | 16,179           | Gorlice *       |
| Comuna Bobowa                     | urban-rural | 49.8            | 9,134            | Bobowa          |
| Comuna Łużna                      | rural       | 56.2            | 8,202            | Łużna           |
| Comuna Lipinki                    | rural       | 66.2            | 6,807            | Lipinki         |
| Comuna Uście Gorlickie            | rural       | 287.4           | 6,259            | Uście Gorlickie |
| Comuna Ropa                       | rural       | 49.1            | 5,058            | Ropa            |
| Comuna Sękowa                     | rural       | 194.8           | 4,777            | Sękowa          |
| Comuna Moszczenica                | rural       | 37.6            | 4,711            | Moszczenica     |
| * sediul nu face parte din comună |             |                 |                  |                 |